# Hornpipe
 For alternative betydninger, se Hornpipe (musikinstument).
Hornpipe er en dansemelodi i 2/4-delstakt fra engelsktalende lande.
| Musik | Spire Denne musikartikel er en spire som bør udbygges. Du er velkommen til at hjælpe Wikipedia ved at udvide den. |